# Phrynopus juninensis
Espèce
Synonymes
- Syrrhopus juninensis Shreve, 1938

Statut de conservation UICN

 CR B1ab(iii) : 
En danger critique
Phrynopus juninensis est une espèce d'amphibiens de la famille des Craugastoridae. 

## Répartition
Cette espèce est endémique du centre du Pérou. Elle se rencontre dans les régions de Pasco et de Junín, entre 2 800 et 3 820 m d'altitude.

## Description
L'holotype mesure 31 mm.

## Étymologie
Son nom d'espèce, composé de junin et du suffixe latin -ensis, « qui vit dans, qui habite », lui a été donné en référence au lieu de sa découverte.

## Publication originale
- Shreve, 1938 : A new Liolaemus and two new Syrrhopus from Peru. Journal of the Washington Academy of Sciences, vol. 28, no 9, p. 404-407 (texte intégral).